# Statens Kunstfond
Statens Kunstfond er Danmarks største kunstfond, der hvert år uddeler ca 500 mio. kr. til ca. 6.000 projekter og kunstnere. Kunstfonden støtter udviklingen af nyskabende ideer og kunstoplevelser af høj kvalitet og har til opgave at få kunst ud i hele Danmark og støtte dansk kunst i udlandet.
Statens Kunstfonds midler anvendes til en lang række formål inden for arkitektur, billedkunst, film, kunsthåndværk og design, litteratur, musik og scenekunst. Resultaterne af Kunstfondens tildelinger kan hver dag opleves i hele landet. For eksempel på spillesteder, festivaler og på skoler, institutioner, arbejdspladser og offentlige steder, og på landets mange små og store kulturinstitutioner.
Statens Kunstfond blev oprettet i 1964 under Danmarks første kulturminister Julius Bomholt, dengang "Minister for kulturelle anliggender", og afløste den tidlige Statens Kunstfond oprettet i 1956 under Undervisningsministeriet, dengang med formålet at fremme den billedkunstneriske udformning og udsmykning af statens bygninger og anlæg.
Kunstfonden er Danmarks første organ med armslængdeprincippet. Oprettelsen udløste en protestaktion af Peter Rindal, hvis modstand efter ham kaldes rindalisme.
Fra 1. januar 2024 er Statens Kunstfonds bestyrelsesleder forfatteren Merete Pryds Helle.

## Udvalgene
Fonden arbejder primært i 12 udvalg, som på baggrund af ansøgninger fra kunstnere, kunstnergrupper, kunstformidlere og kunstinstitutioner uddeler mere end 500 mio. kr. om året til en lang række kunstneriske formål.
De 12 udvalg er:
Arkitektur
- Legat- og Projektstøtteudvalget for Arkitektur

Billedkunst
- Legatudvalget for Billedkunst
- Projektstøtteudvalget for Billedkunst

Film
- Legatudvalget for Film

Kunsthåndværk og design
- Legatudvalget for Kunsthåndværk og Design
- Projektstøtteudvalget for Kunsthåndværk og Design

Litteratur
- Legatudvalget for Litteratur
- Projektstøtteudvalget for Litteratur

Musik
- Legatudvalget for Musik
- Projektstøtteudvalget for Musik

Scenekunst
- Legatudvalget for Scenekunst
- Projektstøtteudvalget for Scenekunst

## Kriterium for tildeling af støtte
Det overordnede kriterium for at opnå støtte fra Statens Kunstfond er ifølge fondens lovgrundlag kunstnerisk kvalitet.

## Sekretariat
Sekretariatsfunktionerne for Statens Kunstfond varetages fra 1. januar 2016 af Slots- og Kulturstyrelsen (Tidligere, 1. juli 2003 – 31. december 2011: Kunststyrelsen og 1. januar 2012 - 31. december 2015: Kulturstyrelsen).